# Trigonobalanus excelsa
Espèce
Statut de conservation UICN

 EN B1+2c : En danger
Trigonobalanus excelsa est une espèce de plantes de la famille des Fagacées endémique de Colombie.
(syn. Colombobalanus excelsa (Lozano, Hern. Cam. & Henao)